# Famille Ben Achour
Cette page explique l’histoire ou répertorie les différents membres de la famille Ben Achour.
Pour les articles homonymes, voir Achour.
La famille Ben Achour est une famille tunisienne appartenant à la notabilité religieuse tunisoise. L'ancêtre des Ben Achour, appartenant au clan des chérifs idrissides, quitte l'Andalousie à l'aube du XVIIe siècle et s'installe au Maroc puis à Tunis dans la deuxième moitié du même siècle. Il détient une zaouïa au Maroc et en fonde une autre à Tunis. Riches propriétaires terriens, la famille Ben Achour compte un nombre d'intellectuels et de notables :
- Abdelmalek Ben Achour (1913-1997), dirigeant sportif
- Mohamed El Aziz Ben Achour (1951- ), historien et ministre
- Mohamed Fadhel Ben Achour (1909-1970), religieux et ouléma
- Mohamed Tahar Ben Achour (1815-1868), religieux et alem
- Mohamed Tahar Ben Achour (1879-1973), religieux et alem
- Moussa El Kadhem Ben Achour (1892-1959), magistrat et ministre
- Rafâa Ben Achour (1952- ), juriste et ministre
- Sana Ben Achour (1955- ), juriste
- Yadh Ben Achour (1945- ), juriste

|                          |                          |                          |                          |                          |                          |                                       |                                       |                                       |                                       |                                         |                                         |                                         |                                         |                                         |                                         | Mohamed Tahar Ben Achour (1815-1868) |                          |                          |                          |                                      |                                      |                                      |                                      |                                      |                                      |  |  |  |  |  |  |  |  |                                     |                                     |                                     |                                     |                                     |                                     |  |  |  |  |  |  |  |  |  |  |  |  |  |  |  |  |  |  |
|                          |                          |                          |                          |                          |                          |                                       |                                       |                                       |                                       |                                         |                                         |                                         |                                         |                                         |                                         |                                      |                          |                          |                          |                                      |                                      |                                      |                                      |                                      |                                      |  |  |  |  |  |  |  |  |                                     |                                     |                                     |                                     |                                     |                                     |  |  |  |  |  |  |  |  |  |  |  |  |  |  |  |  |  |  |
|                          |                          |                          |                          |                          |                          |                                       |                                       |                                       |                                       |                                         |                                         |                                         |                                         |                                         |                                         | Mohamed Ben Achour                   |                          |                          |                          |                                      |                                      |                                      |                                      |                                      |                                      |  |  |  |  |  |  |  |  |                                     |                                     |                                     |                                     |                                     |                                     |  |  |  |  |  |  |  |  |  |  |  |  |  |  |  |  |  |  |
|                          |                          |                          |                          |                          |                          |                                       |                                       |                                       |                                       |                                         |                                         |                                         |                                         |                                         |                                         |                                      |                          |                          |                          |                                      |                                      |                                      |                                      |                                      |                                      |  |  |  |  |  |  |  |  |                                     |                                     |                                     |                                     |                                     |                                     |  |  |  |  |  |  |  |  |  |  |  |  |  |  |  |  |  |  |
|                          |                          |                          |                          |                          |                          |                                       |                                       |                                       |                                       |                                         |                                         |                                         |                                         |                                         |                                         |                                      |                          |                          |                          |                                      |                                      |                                      |                                      |                                      |                                      |  |  |  |  |  |  |  |  |                                     |                                     |                                     |                                     |                                     |                                     |  |  |  |  |  |  |  |  |  |  |  |  |  |  |  |  |  |  |
|                          |                          |                          |                          |                          |                          |                                       |                                       |                                       |                                       | Moussa El Kadhem Ben Achour (1892-1959) | Moussa El Kadhem Ben Achour (1892-1959) | Moussa El Kadhem Ben Achour (1892-1959) | Moussa El Kadhem Ben Achour (1892-1959) | Moussa El Kadhem Ben Achour (1892-1959) | Moussa El Kadhem Ben Achour (1892-1959) |                                      |                          |                          |                          | Mohamed Tahar Ben Achour (1879-1973) | Mohamed Tahar Ben Achour (1879-1973) | Mohamed Tahar Ben Achour (1879-1973) | Mohamed Tahar Ben Achour (1879-1973) | Mohamed Tahar Ben Achour (1879-1973) | Mohamed Tahar Ben Achour (1879-1973) |  |  |  |  |  |  |  |  |                                     |                                     |                                     |                                     |                                     |                                     |  |  |  |  |  |  |  |  |  |  |  |  |  |  |  |  |  |  |
|                          |                          |                          |                          |                          |                          |                                       |                                       |                                       |                                       | Moussa El Kadhem Ben Achour (1892-1959) | Moussa El Kadhem Ben Achour (1892-1959) | Moussa El Kadhem Ben Achour (1892-1959) | Moussa El Kadhem Ben Achour (1892-1959) | Moussa El Kadhem Ben Achour (1892-1959) | Moussa El Kadhem Ben Achour (1892-1959) |                                      |                          |                          |                          | Mohamed Tahar Ben Achour (1879-1973) | Mohamed Tahar Ben Achour (1879-1973) | Mohamed Tahar Ben Achour (1879-1973) | Mohamed Tahar Ben Achour (1879-1973) | Mohamed Tahar Ben Achour (1879-1973) | Mohamed Tahar Ben Achour (1879-1973) |  |  |  |  |  |  |  |  |                                     |                                     |                                     |                                     |                                     |                                     |  |  |  |  |  |  |  |  |  |  |  |  |  |  |  |  |  |  |
|                          |                          |                          |                          |                          |                          |                                       |                                       |                                       |                                       |                                         |                                         |                                         |                                         |                                         |                                         |                                      |                          |                          |                          |                                      |                                      |                                      |                                      |                                      |                                      |  |  |  |  |  |  |  |  |                                     |                                     |                                     |                                     |                                     |                                     |  |  |  |  |  |  |  |  |  |  |  |  |  |  |  |  |  |  |
|                          |                          |                          |                          |                          |                          | Mohamed Fadhel Ben Achour (1909-1970) | Mohamed Fadhel Ben Achour (1909-1970) | Mohamed Fadhel Ben Achour (1909-1970) | Mohamed Fadhel Ben Achour (1909-1970) | Mohamed Fadhel Ben Achour (1909-1970)   | Mohamed Fadhel Ben Achour (1909-1970)   |                                         |                                         |                                         |                                         |                                      |                          |                          |                          |                                      |                                      |                                      |                                      |                                      |                                      |  |  |  |  |  |  |  |  | Abdelmalek Ben Achour (1913-1997)   | Abdelmalek Ben Achour (1913-1997)   | Abdelmalek Ben Achour (1913-1997)   | Abdelmalek Ben Achour (1913-1997)   | Abdelmalek Ben Achour (1913-1997)   | Abdelmalek Ben Achour (1913-1997)   |  |  |  |  |  |  |  |  |  |  |  |  |  |  |  |  |  |  |
|                          |                          |                          |                          |                          |                          | Mohamed Fadhel Ben Achour (1909-1970) | Mohamed Fadhel Ben Achour (1909-1970) | Mohamed Fadhel Ben Achour (1909-1970) | Mohamed Fadhel Ben Achour (1909-1970) | Mohamed Fadhel Ben Achour (1909-1970)   | Mohamed Fadhel Ben Achour (1909-1970)   |                                         |                                         |                                         |                                         |                                      |                          |                          |                          |                                      |                                      |                                      |                                      |                                      |                                      |  |  |  |  |  |  |  |  | Abdelmalek Ben Achour (1913-1997)   | Abdelmalek Ben Achour (1913-1997)   | Abdelmalek Ben Achour (1913-1997)   | Abdelmalek Ben Achour (1913-1997)   | Abdelmalek Ben Achour (1913-1997)   | Abdelmalek Ben Achour (1913-1997)   |  |  |  |  |  |  |  |  |  |  |  |  |  |  |  |  |  |  |
|                          |                          |                          |                          |                          |                          |                                       |                                       |                                       |                                       |                                         |                                         |                                         |                                         |                                         |                                         |                                      |                          |                          |                          |                                      |                                      |                                      |                                      |                                      |                                      |  |  |  |  |  |  |  |  |                                     |                                     |                                     |                                     |                                     |                                     |  |  |  |  |  |  |  |  |  |  |  |  |  |  |  |  |  |  |
| Yadh Ben Achour (1945- ) | Yadh Ben Achour (1945- ) | Yadh Ben Achour (1945- ) | Yadh Ben Achour (1945- ) | Yadh Ben Achour (1945- ) | Yadh Ben Achour (1945- ) |                                       |                                       | Rafâa Ben Achour (1952- )             | Rafâa Ben Achour (1952- )             | Rafâa Ben Achour (1952- )               | Rafâa Ben Achour (1952- )               | Rafâa Ben Achour (1952- )               | Rafâa Ben Achour (1952- )               |                                         |                                         | Sana Ben Achour (1955- )             | Sana Ben Achour (1955- ) | Sana Ben Achour (1955- ) | Sana Ben Achour (1955- ) | Sana Ben Achour (1955- )             | Sana Ben Achour (1955- )             |                                      |                                      |                                      |                                      |  |  |  |  |  |  |  |  | Mohamed El Aziz Ben Achour (1951- ) | Mohamed El Aziz Ben Achour (1951- ) | Mohamed El Aziz Ben Achour (1951- ) | Mohamed El Aziz Ben Achour (1951- ) | Mohamed El Aziz Ben Achour (1951- ) | Mohamed El Aziz Ben Achour (1951- ) |  |  |  |  |  |  |  |  |  |  |  |  |  |  |  |  |  |  |